# Harbolé
Pour les articles homonymes, voir Aksu.
Harbolé ou Herbolé (en syriaque : ܗܪܒܘܠܐ, en kurde : Herbole, et en turc : Aksu) est un ancien village assyro-chaldéen situé dans le district de Silopi de la province de Şırnak (aujourd'hui en Turquie).
Avant sa disparition, il était l'un des derniers villages assyriens du pays (il en existait neuf dans la région, Harbolé étant le plus grand et le plus méridional de tous). Il est représentatif de l'exode des Assyro-Chaldéens vivant dans la région au cours du XXe siècle.

## Localisation
Le village, sur le flanc oriental du mont Qardou, est situé le long d'un ruisseau affluent de la rivière Hezil dans le sud du Botan, région montagneuse aujourd'hui turque de l'Anatolie du Sud-Est.

Il est à 29 km au nord-est de Silopi, chef-lieu de l'arrondissement dont dépend le village, à environ 6 km à l'ouest à vol d'oiseau de la frontière irakienne (on peut voir les lumières de la ville irakienne de Zakho de nuit depuis le village), et à environ 30 km au nord-est à vol d'oiseau de la frontière syrienne.
Le village est atteignable grâce à une seule et unique route que l'on peut prendre depuis les villages kurdes voisins de Ballıkaya au nord et de Selcik (ancien village assyrien auparavant appelé Deredefsh) au sud, au croisement de la centrale thermique de Silopi.

## Toponymie
Le nom turc du village, « Aksu », signifie eau claire, du fait de nombreuses sources d'eau ruisselant dans le village et ses alentours.

## Histoire

### Antiquité
La région de Harbolé, peuplée de hourrites puis d'araméens, appartient tout d'abord au royaume de Mittani entre le XVIIe siècle et le XIIIe siècle avant notre ère.
Le roi d'Assyrie Sennachérib conquiert la région en 697 av. J.-C., alors aux mains des urartiens (ancêtres des actuels arméniens). Puis, selon l'historien grec Hérodote, Cyaxare, le roi des Mèdes, fait ensuite passer la région sous sa coupe à la fin du VIIe siècle av. J.-C.. Vers le milieu du VIe siècle av. J.-C., la zone devient perse, dominée par l'empire achéménide de Cyrus le Grand.
En 331 av. J.-C., la région de Harbolé est conquise par les armées d'Alexandre le Grand, avant de passer aux mains des parthes.
Durant la période romaine, la région se retrouve intégrée à la province d'Assyrie, avant de repasser sous domination perse avec les Sassanides.

### Harbolé chrétienne
Il existait dans le village, autrefois nestorien avant de devenir catholique, deux églises catholiques chaldéennes, l'église de Mart Maryam (en français : Sainte Marie), au nord du village, et l'église de Mart Shmoni, la plus ancienne des deux, au sud du village (entourée de noyers et du cimetière du village). Les églises locales étaient reliées au diocèse de Gazarta (en syriaque : ܓܙܪܬܐ). Le prêtre est alors le chef du village.
On pense que beaucoup d'assyriens seraient venus se réfugier dans la région au tout début du XVe siècle pour fuir les massacres des troupes de Tamerlan dans les plaines mésopotamiennes.
Les habitants (répartis sur plus de 300 familles en 1980) se répartissaient en cinq clans (qui fondèrent le village) :
| - Beth Zoura - Beth Habel (ou Beth Hawel) |  | - Beth Samano - Beth Nawlo |  | - Beth Ali Shoran (ou Beth Alichoran) |

Chaque clan était lui-même divisé en lignées (Le clan Beth Zoura avait par exemple cinq lignées, Beyalda, Bespahan, Berashko, Besimo et Berawo).
Durant la période ottomane, les villageois de Harbolé étaient des Rayats de la principauté du Botan soumis à l'autorité de l'agha kurde local (quasi-indépendant du pouvoir central turc à Constantinople à cause de l'isolement et de l'inaccessibilité des montagnes), qui leur devait théoriquement protection en échange de la moitié du produit de leur travail. Administrativement, le village était situé dans le sandjak de Mardin de l'ancienne province de la Vilayet de Diyarbekir.
De nombreux liens (mariages, enterrements, fêtes religieuses et échanges commerciaux) existaient entre Harbolé et les villages assyriens voisins (notamment Baznayé, Bespin et Hassana), tous en autosuffisance alimentaire. Harbolé était également entouré de nombreux villages kurdes (dont certains d'origine assyrienne ou arménienne remplacés par des populations kurdes à la suite de massacres et spoliations, et dont les noms des villages ont été changés).
N'étant pas autorisés par les Kurdes à se faire construire une église dans leur village et donc n'ayant pas de prêtres, les chaldéens de la localité proche de Bespin priaient chez eux, et faisaient donc venir des prêtres de Harbolé (situé à environ 2h de marche) pour y célébrer des messes deux fois par an au moment de Pâques et de Noël.

### XXesiècle
En 1915, Harbolé, tout comme les autres villages assyriens de la région (de nombreux habitants du village assyrien de Hoz s'étant réfugiés à Harbolé), n'échappe pas au génocide assyrien perpétré par l'Empire ottoman sur les populations chrétiennes. Des habitants sont massacrés et jetés dans le Tigre. La majorité des Herbolayés fuient vers l'Irak (où certains ont de la famille) ou les villages assyriens voisins. Une partie des habitants retourne au village peu après, et une autre reste définitivement de l'autre côté de la frontière, alors sous mandat britannique.
Dès les années 1930, des habitants commencent à fuir le village pour cause d'insécurité grandissante dans la région (principalement des membres du clan des Beth Nawlo).
Harbolé est officiellement renommée Aksu, en 1958 par le gouvernement turc et sa politique de turquisation.
La plupart des habitants, ne sachant ni lire ni écrire le turc, avaient écrit sur leurs papiers d'identité né le 1er janvier à Silopi (la grande ville la plus proche et chef-lieu du district). À partir des années 1970, le gouvernement turc construit des écoles dans les villages reculés du pays, et ce n'est qu'à partir de cette période que les habitants des villages assyriens se mettent à apprendre le turc (en plus de l'araméen, leur langue natale, et du kurde, la langue locale). Certains habitants du village parlaient également un patois secret dérivé du soureth local, le Cizivizi.
La population de Harbolé et des villages assyro-chaldéens de la région émigre massivement de Turquie pour s'installer d'abord à Istanbul, puis à l'étranger à partir de 1973 et ce durant deux décennies, à la suite des différents conflits et exactions touchant la région (guérilla du PKK, discriminations subies par les populations turques et kurdes, etc.). En effet, la zone montagneuse autour du village étant devenue une zone de non-droit (travaux forcés, vols et extorsions, rapt et viols de jeunes filles converties de force à l’Islam, assassinats de religieux, etc.) prise en étau entre le conflit entre armée turque et rebelles kurde, les villageois désertent progressivement le village tout au long des années 1980.
Le village est définitivement abandonné fin 1989. En 1990, le gouvernement turc s'empare des terres pour y installer une mine de charbon (qui ensevelit progressivement les ruines du village d'années en années).
Aujourd'hui, la plupart des anciens habitants du village et leurs descendants vivent en région parisienne, dans le Val-d'Oise notamment (comme à Sarcelles et dans les villes limitrophes,), et pour un petit nombre d'entre eux en Belgique (principalement à Malines, Anvers et Bruxelles) en Allemagne et en Suède.
De nombreux assyro-chaldéens d'Irak sont également originaires de Harbolé.

## Démographie
| \| Année \| Habitants \| \| ----- \| --------- \| \| 1975 \| 1 308[18] \| \| 1985 \| 1 066[18] \| \| 1989 \| 117[18] \| \| 1990 \| 0 \| |           |
| Année | Habitants |
| 1975 | 1 308     |
| 1985 | 1 066     |
| 1989 | 117       |
| 1990 | 0         |

## Économie
Les Herbolayés étaient connus comme étant principalement agriculteurs (noix, figues, grenades, vignes), éleveurs (bovins et chevaux), bergers (moutons et chèvres), artisans (principalement tisserands ou encore tailleurs) et commerçants.
Le village possédait un moulin à eau pour y transformer les grains blé en farine.
Durant la période estivale de transhumance, les habitants se déplaçaient avec leurs troupeaux plus en altitude pour profiter d'un temps plus frais.
Jusqu'au début des années 1950, des colporteurs juifs venaient d'Irak pour vendre leurs produits au village.